# Bunchosia palmeri
Bunchosia palmeri là một loài thực vật có hoa trong họ Malpighiaceae. Loài này được S.Watson mô tả khoa học đầu tiên năm 1887.